# Oliver Wood
Oliver Wood je izmišljena oseba iz serije Harry Potter pisateljice J. K. Rowling.
Je kapetan Gryfondomskega quidditch moštva v prvih treh romanih. Wood je opisan kot zastaven, talentiran in pameten igralec, rojen vodja v vlogi kapetana, ki je zelo strog glede igranja; nikoli ne odpove treningov zaradi slabega vremena in ima treninge ob zgodnjih jutranjih urah. V njegovem sedmem letniku, pred koncem šolskega quidditch pokala, neprestano nagovarja Harryja naj ujame zlati zviz šele ko bodo 15o točk pred Spolzgadovsko ekipo. Ko kapetan si zelo želi zmage v pokalu, in to mu končno uspe v knjigi Hp in jetnik iz Azkabana.  Njegov dolgoletni nasprotnik je Spolzogadovski kapetan Marcus Flint; dobro sta znana po njihovem poskusu lomljenja prstov pri stisku rok pred tekmo. Oliver se na kratko pojavi v Ognjenem Kelihu, ko razburjeno predstavi Harryja svojim staršem na Svetovnem Prvenstvu v quidditchu in razglasi, da se je pridružil kot rezervni igralec ekipi Zgornje Route.
Čeprav se ne pojavi vse do sedme knjige, njegov strog pristop ni pozabljen. V Feniksovem redu, ko Angelina Johnson pristopi do ekipe z istim pristopom kot Wood, Harry opomni Rona naj preverita če je v Zgornjih Routah med treningom umrl Oliver Wood ker misli da se je njegova duša naselila v Angelino. Je tudi eden od mnogih študentov, prejšnih in sedanjih, ki se bojuje v Bitki za Bradavičarko za Relikvije Smrti in je med preživelimi; Harry ga je videl pomagati Nevillu Veleritu nositi truplo Colina Creveeya.
Oliver je bil prikazan v prvih dveh filmih, igral ga je Sean Biggerstaff.